# Flugplatz Vík

i8
i11
i13
Der Flugplatz Vík (ICAO-Code: BIVI)  liegt im Süden von Island in der Gemeinde Mýrdalur.
Bereits 1939 hatten Freiwillige einen einfachen Flugplatz für den Ort angelegt, bei dem die Landebahn mit weiß gestrichenen Steinmännern markiert war.
Er wurde im Zweiten Weltkrieg zurückgebaut, um feindlichen Flugzeugen keinen Landeplatz zu bieten.

Der jetzige Flugplatz wurde 1981 auf dem Gebiet Höfðabrekkujökull westlich des Flusses Múlakvísl angelegt.
Er liegt etwa 5,5 km östlich des Ortes Vík í Mýrdal und ist über die Ringstraße  zu erreichen.
Er ist bei der isländischen Flugverwaltung Isavia gelistet und verfügt über eine Start- und Landebahn 07/25, 712 × 25 m mit Schotterbelag.
Vom Flugplatz Vík aus starten Patrouillenflüge der Háskóli Íslands über den Mýrdalsjökull, um den darunterliegenden Vulkan Katla zu beobachten.